# كهف أتيا
كهف أتيا هو كهف كبير جدًا عند قاعدة بعمق 300 متر في مرتفعات بابوا غينيا الجديدة وهو ثاني أطول كهف في الجزيرة. ويقع بجانب بركان لانجيلا الذي ثار في شهر اغسطس عام 2006.